# 苏州地铁11号线
苏州地铁11号线，前称苏州地铁S1线，是中国江苏省苏州市一条轨道交通线路。本线起自唯亭站引出，向东进入昆山市境内，最终到达花桥站。预留支线。本线定位为昆山东西交通的大走廊、连通苏昆沪三地。本线已于2018年11月27日开工，2023年6月24日上午11时正式开通运营。11号线配属35列6B编组列车，采用GoA4级无人驾驶技术。工程总投资约294.51亿元。

## 乘坐
11号线列车服务于2023年12月23日与苏州地铁3号线以单向贯通运营方式延长至金厍桥站，2024年4月27日进一步延长至横山站。2024年6月29日，3号线与11号线全线贯通运营。

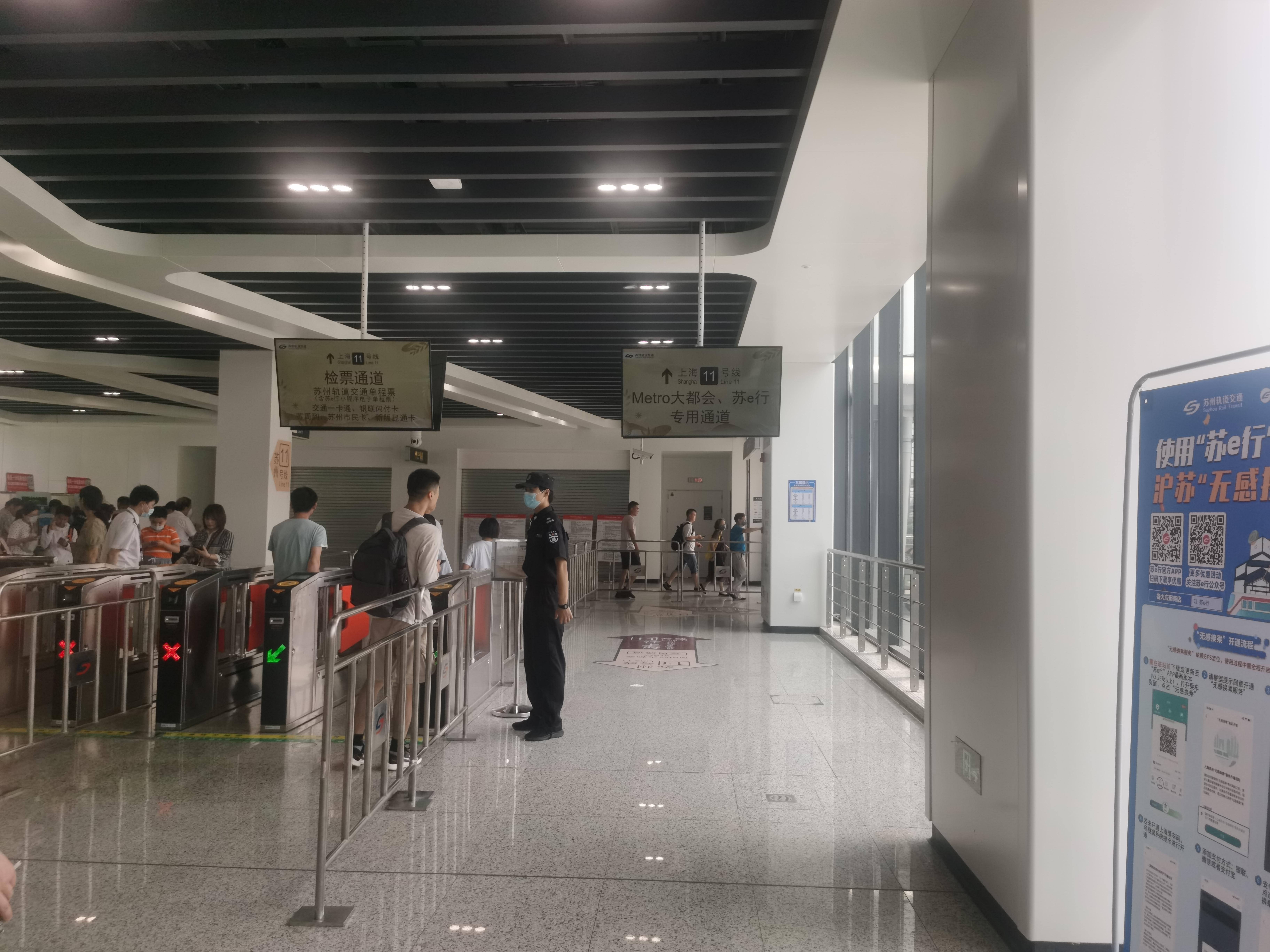
位于花桥站的换乘通道（往上海地铁方向），右侧为客户端扫码专用通道，左侧为持其他车票乘客通道
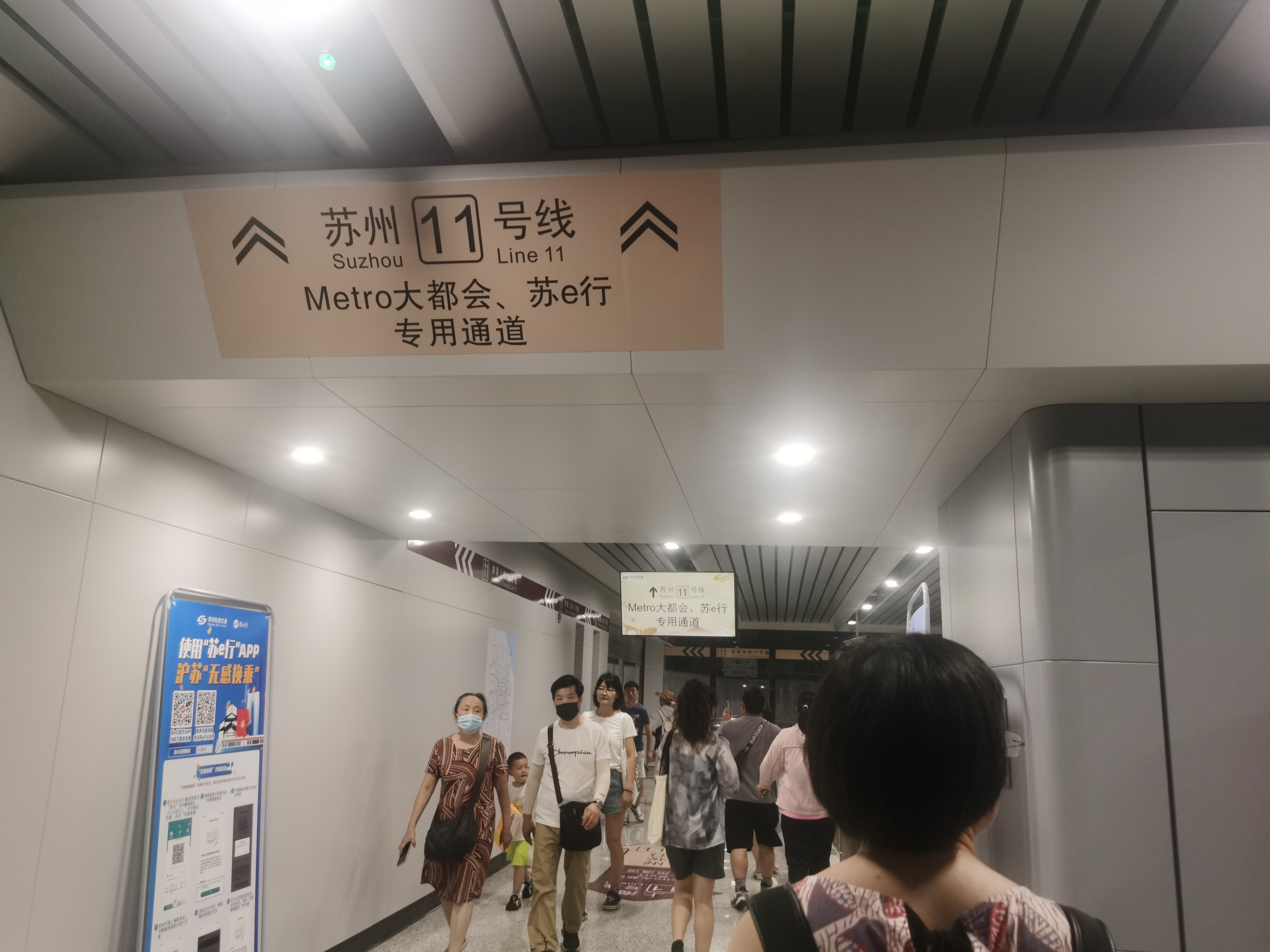
位于花桥站的换乘通道（往苏州地铁方向），此为客户端扫码专用通道

本线开通后，乘客在花桥站可通过三座换乘通道换乘沪、苏两地线路。其中两侧通道分为无感换乘通道和出站换乘通道，均无需再次安检（重大活动及重要节假日除外），乘客可用“苏e行”或“Metro大都会”客户端扫码乘车通过站内专用通道无感换乘，无需出站后重新进站；使用交通聯合卡的乘客需通過刷卡通道，先刷卡出閘完成車費結算，再刷卡進站；使用其他票卡的乘客离开费区后需要重新购票。车站换乘通道不设安检。中间通道为进出站乘客专用通道。此外，苏州地铁和上海地铁两地网络采取分别计费。

## 车辆

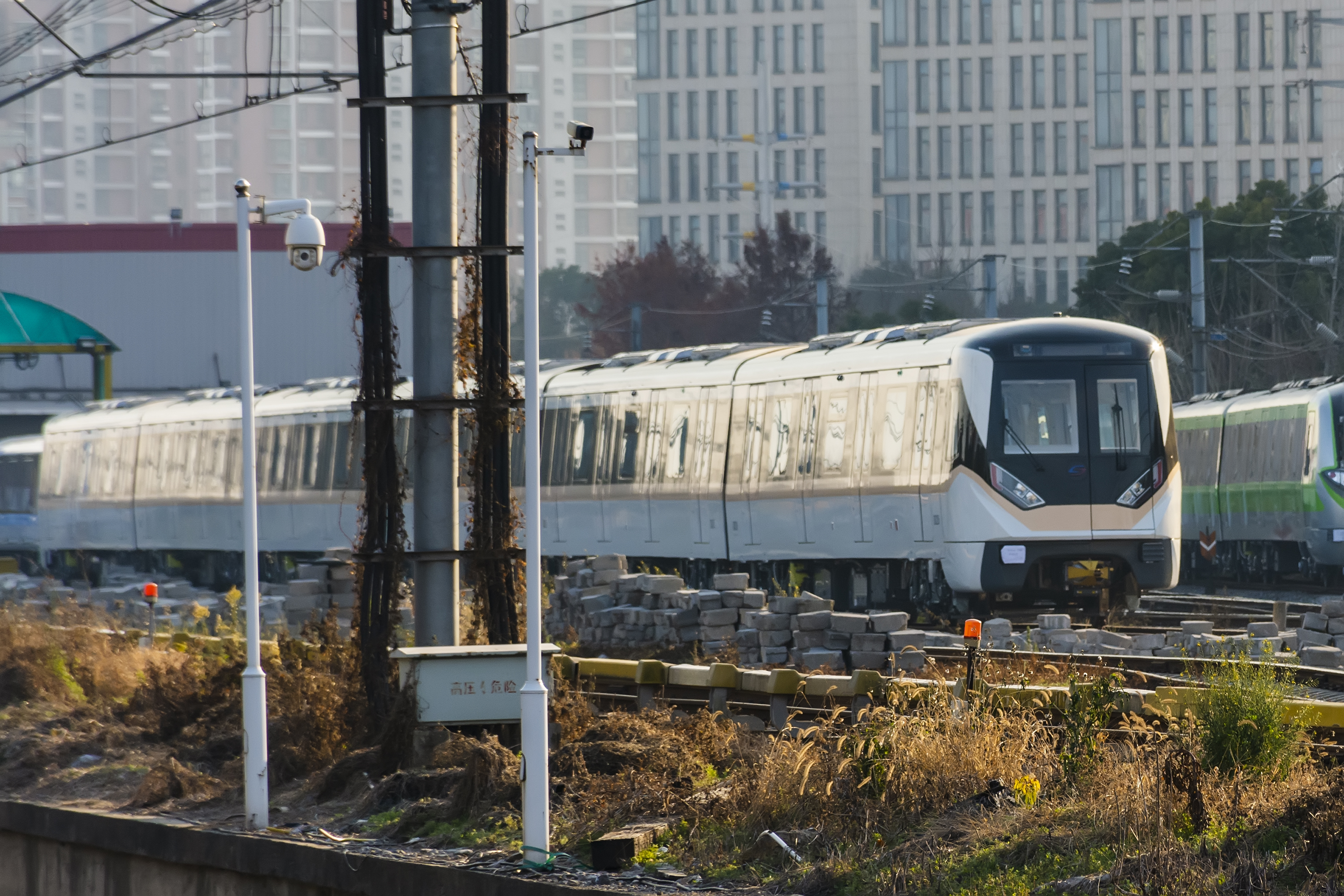
在中车南京浦镇车辆总部进行测试的11号线列车

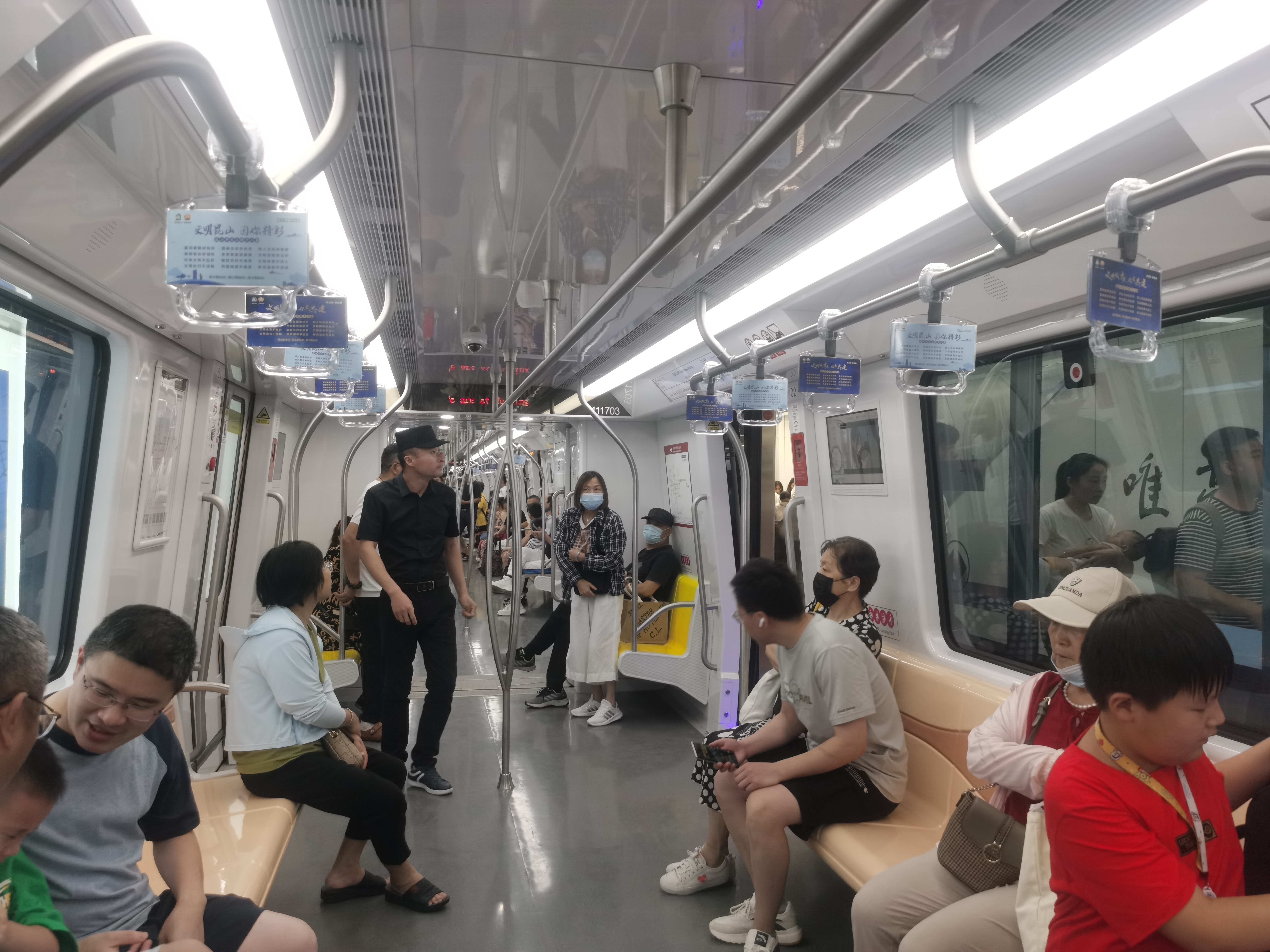
11号线列车内部

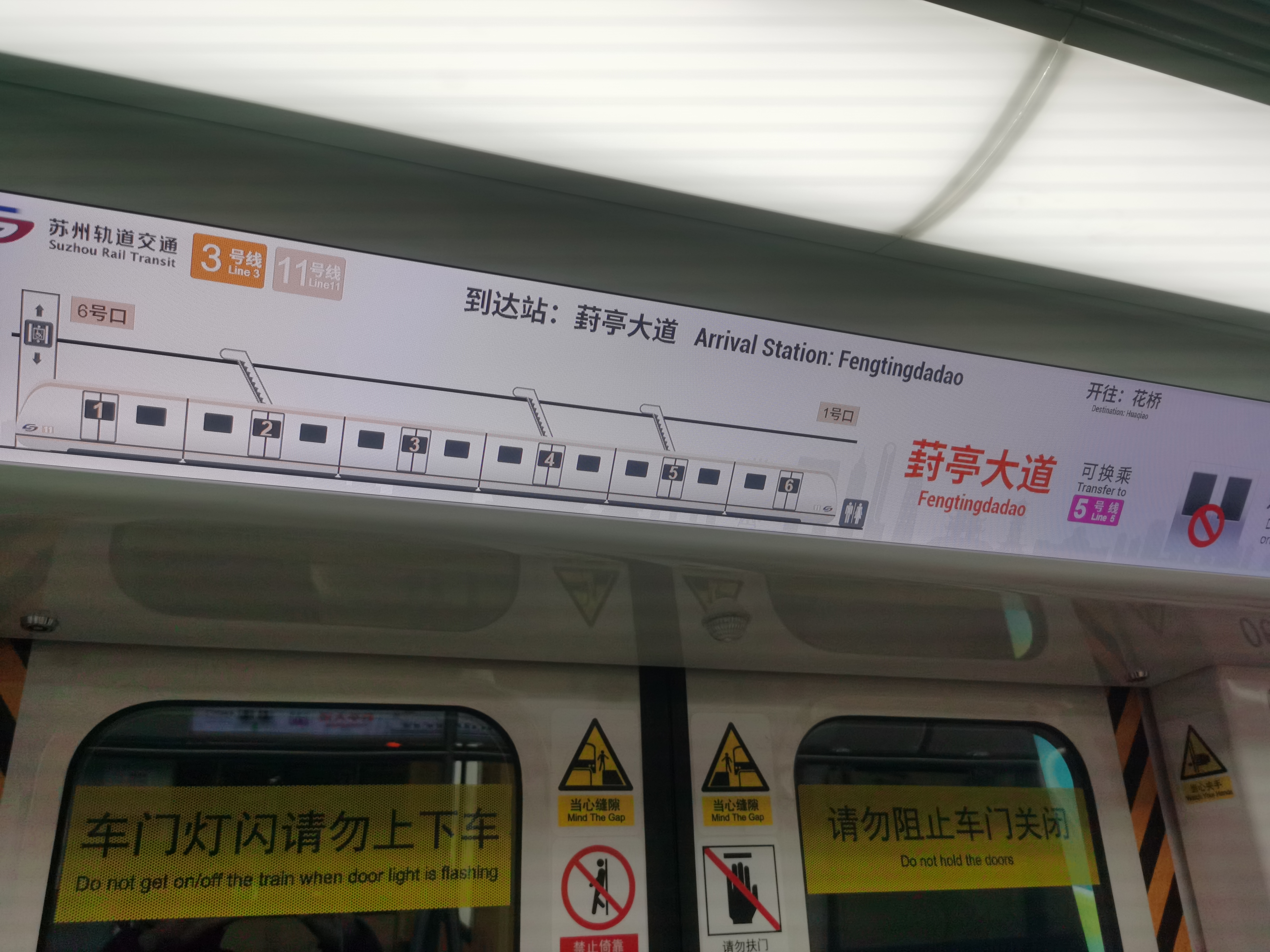
与3号线贯通运营的11号线列车内的显示屏（现参与贯通运营的车辆还会增加3号线标志）

### 本线车辆
11号线采用6节编组B型车，初期配属车辆35列，最高运行速度100km/h，支持最高运行等级GoA4。
- 厂商型号：PM187
- 制造厂商： 中国 中车南京浦镇车辆有限公司
- 制造年份：2022 ~ 2023
- 外观特征：列车采用鼓形车体设计，以香槟色、黑、白三色为主色调，两边各有一条香槟色的饰带，窗框周围则为黑色；车头设红色LED方向幕显示终点站。
- 车体材质：铝合金车体
- 车辆编成：6节编组（=Tc-Mp-M+M-Mp-Tc=）
- 车体尺寸：头车长 20.90 m，中间车长 19.52 m，宽 2.88 m，高 3.76 m
- 车门宽度：1.3 m
- 相同车厢车门中心距：4.88 m
- 相邻车厢车门中心距：4.88 m
- 供电制式：高架接触网供电，DC 1500 V
- 设计时速：100 km/h
- 额定载客量：1460人
- 极限载客量：2062人
- 电气牵引系统：
  - 中车株洲电机制 YQ-190-25J 型鼠笼式三相异步交流牵引电动机（额定功率：190 kW，4×4台）
  - 南京华士电子科技制 NSX-1500/800/DT-002 型 IGBT-VVVF（A机，装于Mp车，1C4M1群方式控制，4组）
  - 南京华士电子科技制 NSX-1500/800/DT-003 型 IGBT-VVVF（B机，装于M车，1C4M1群方式控制，4组）
- 转向架：中车南京浦镇车辆制 PW120E 型无摇枕式空气弹簧转向架（6×2台）
- 转向架轴重：14 t
- 转向架轴距：2.3 m
- 车辆总数：PM187型共35列（1101 ~ 1135）
- 此列车设有LCD电子动态线路图和LED屏
- 设施特征：车头使用LED灯照明；司机室采用全开放式设计，设置有半高式软隔断。

### 直通车辆

#### 3号线
- PM247型

## 运营

### 首末班车
本线常规班次首班车采用“多点同时投入”运营模式，往花桥方向的首班车在唯亭站、共青站于6:00同时发车；往唯亭方向的首班车在花桥站5:40发车。常规末班车时间为22:30，唯亭站、花桥站双向发车。工作日早晚高峰的行车间隔约6-7分钟，其他时段为8分钟。在国庆假日期间，运营时间将会延长。

### 与3号线贯通运营
2023年12月23日，苏州地铁11号线与3号线贯通运营，先期贯通至金厍桥站；2024年4月27日起贯通至横山站，为全线贯通改造做准备。2024年6月29日，3/11号线完成全线贯通改造并运营，其中平峰期全线全车站贯通运营，高峰期开行苏州新区火车站至葑亭大道小交路。

### 大站快车
本线于早晚首末班车前后开行大站快车，贯通前运行交路为花桥-共青，往花桥方向快车在共青站的发车时间分别为5:25和5:45，往唯亭方向快车在花桥站的发车时间分别为22:53和23:10，沿途仅停靠10个站。贯通运营后，快车运行交路延长至东方之门站，同时取消部分停靠车站。另外，2023年8月至12月期间，曾短暂开行过深夜由唯亭至夏驾河公园的班次，停靠沿线大部分站点。

### 广播
11号线车站报站使用汉语普通话、苏州话（仅限到站提示广播）和英语，是苏州地铁系统首条使用地方方言报站的线路。实行贯通运行前期，列车广播欢迎语不再提示所乘路线名称。2024年8月以后，列车广播欢迎语重新添加换乘线路名称；同时苏州话到站提示广播仅适用于11号线区段，3号线区段不适用（花桥方向唯亭站无苏州话）

## 车站

### 换乘站
- 311唯亭 — 直通運轉3号线
- 11-11 花桥 - 換乘上海地铁 █ 11号线

### 车站列表
| 中文站名                         | 临时工程名                       | 英文站名名                       | 里程 （千米）                    | 换乘路线                         | 所在地                           | 所在地                           | 站台形式                         | 啟用日期                         |
| ↑列车贯通运行至 3 苏州新区火车站 | ↑列车贯通运行至 3 苏州新区火车站 | ↑列车贯通运行至 3 苏州新区火车站 | ↑列车贯通运行至 3 苏州新区火车站 | ↑列车贯通运行至 3 苏州新区火车站 | ↑列车贯通运行至 3 苏州新区火车站 | ↑列车贯通运行至 3 苏州新区火车站 | ↑列车贯通运行至 3 苏州新区火车站 | ↑列车贯通运行至 3 苏州新区火车站 |
| -------------------------------- | -------------------------------- | -------------------------------- | -------------------------------- | -------------------------------- | -------------------------------- | -------------------------------- | -------------------------------- | -------------------------------- |
| 唯亭                             | 唯亭                             | Weiting                          | 0                                | █ 3号线                          | 苏州工业园区                     | 唯亭街道                         | 地下二层岛式                     | 2023年6月24日                    |
| 草鞋山                           | 阳澄湖南                         | Caoxieshan                       | 2.008                            | —                                | 苏州工业园区                     | 唯亭街道                         | 地下二层岛式                     | 2023年6月24日                    |
| 阳澄湖东                         | 渔家灯火                         | Yangchenghu East                 | 6.224                            | —                                | 昆山市                           | 巴城镇                           | 地下二层岛式                     | 2023年6月24日                    |
| 正仪                             | 城铁阳澄湖站                     | Zhengyi                          | 7.841                            | 阳澄湖站                         | 昆山市                           | 巴城镇                           | 地下二层岛式                     | 2023年6月24日                    |
| 莲湖公园                         | 莲湖公园                         | Lianhugongyuan                   | 9.827                            | —                                | 昆山市                           | 巴城镇                           | 地下二层岛式                     | 2023年6月24日                    |
| 祖冲之公园                       | 祖冲之路                         | Zuchongzhigongyuan               | 11.149                           | —                                | 昆山市                           | 巴城镇                           | 地下二层岛式                     | 2023年6月24日                    |
| 昆山文化艺术中心                 | 文化艺术中心                     | Kunshan Wenhuayishuzhingxin      | 12.072                           | —                                | 昆山市                           | 玉山镇                           | 地下二层岛式                     | 2023年6月24日                    |
| 共青                             | 虹祺路                           | Gongqing                         | 13.377                           | —                                | 昆山市                           | 玉山镇                           | 地下二层岛式                     | 2023年6月24日                    |
| 江浦                             | 鹿城路                           | Jiangpu                          | 14.321                           | —                                | 昆山市                           | 玉山镇                           | 地下二层岛式                     | 2023年6月24日                    |
| 白马泾                           | 白马泾路                         | Baimajing                        | 15.701                           | —                                | 昆山市                           | 玉山镇                           | 地下二层岛式                     | 2023年6月24日                    |
| 玉山广场                         | 玉山广场                         | Yushanguangchang                 | 17.062                           | █ 9号线（规划）                  | 昆山市                           | 玉山镇                           | 地下二层岛式                     | 2023年6月24日                    |
| 绣衣                             | 珠江路                           | Xiuyi                            | 18.468                           | —                                | 昆山市                           | 昆山经济技术开发区               | 地下二层岛式                     | 2023年6月24日                    |
| 昆山城市广场                     | 黑龙江路                         | Kunshan Chengshiguangchang       | 19.511                           | —                                | 昆山市                           | 昆山经济技术开发区               | 地下二层岛式                     | 2023年6月24日                    |
| 金浦大桥东                       | 青阳中路                         | Jinpudaqiao East                 | 20.729                           | —                                | 昆山市                           | 昆山经济技术开发区               | 地下二层岛式                     | 2023年6月24日                    |
| 顺帆北路                         | 顺帆路                           | Shunfanbeilu                     | 21.853                           | —                                | 昆山市                           | 昆山经济技术开发区               | 地下二层岛式                     | 2023年6月24日                    |
| 鱼池泾                           | 金沙江路                         | Yuchijin                         | 22.776                           | —                                | 昆山市                           | 昆山经济技术开发区               | 地下二层岛式                     | 2023年6月24日                    |
| 白河潭                           | 洞庭湖路                         | Baihetan                         | 23.809                           | —                                | 昆山市                           | 昆山经济技术开发区               | 地下二层岛式                     | 2023年6月24日                    |
| 兵希                             | 时代大厦                         | Binxi                            | 24.910                           | —                                | 昆山市                           | 昆山经济技术开发区               | 地下二层岛式                     | 2023年6月24日                    |
| 夏驾河公园                       | 金融街                           | Xiajiahegongyuan                 | 26.071                           | —                                | 昆山市                           | 昆山经济技术开发区               | 地下二层岛式                     | 2023年6月24日                    |
| 盛庄                             | 昆嘉路                           | Shengzuang                       | 27.668                           | —                                | 昆山市                           | 昆山经济技术开发区               | 地下二层岛式                     | 2023年6月24日                    |
| 章基路南                         | 洪湖路                           | Zhangjilu South                  | 29.189                           | —                                | 昆山市                           | 昆山经济技术开发区               | 地下二层岛式                     | 2023年6月24日                    |
| 夏桥                             | 城铁花桥站                       | Xiaqiao                          | 31.012                           | —                                | 昆山市                           | 陆家镇                           | 地下二层岛式                     | 2023年6月24日                    |
| 神童泾                           | 光夏路                           | Shentongjin                      | 33.097                           | —                                | 昆山市                           | 陆家镇                           | 地下二层岛式                     | 2023年6月24日                    |
| 菉葭                             | 陆家                             | Lujia                            | 34.392                           | —                                | 昆山市                           | 陆家镇                           | 地下二层岛式                     | 2023年6月24日                    |
| 花桥博览中心                     | 展览中心                         | Huaqiao Bolanzongxin             | 36.746                           | —                                | 昆山市                           | 花桥镇                           | 地下二层岛式                     | 2023年6月24日                    |
| 集善                             | 西环路                           | Jishan                           | 38.225                           | —                                | 昆山市                           | 花桥镇                           | 地下二层岛式                     | 2023年6月24日                    |
| 花溪公园                         | 花溪公园                         | Huaxigongyuan                    | 39.524                           | —                                | 昆山市                           | 花桥镇                           | 地下二层岛式                     | 2023年6月24日                    |
| 花桥                             | 花桥                             | Huaqiao                          | 40.750                           | █ 上海轨道交通11号线             | 昆山市                           | 花桥镇                           | 地下一层岛式                     | 2023年6月24日                    |

## 历史
- 2010年，曾被列入S1线规划的上海轨道交通11号线北段（花桥至安亭）动工[15]，2013年10月16日开通运营[16]。
- 2016年4月8日，苏州政府网发布消息称[17]，苏州市域轨道交通S1线（昆山段）沿线城市设计项目中标供应商为江苏省城市规划设计研究院，中标金额为壹佰玖拾捌万元整。
- 2016年8月15日，《苏州市域轨道交通S1线昆山段工程预可行性研究》编制完成，并作为苏州市轨道交通第三轮建设规划支撑性文件上报[18]。
- 2017年6月7日，苏州地铁网站发布公告称，之前网络流传S1号线将于2017年7月31日开工建设是误读，集团的目标是力争2017年内开工建设[19]。
- 2017年9月22日，S1线工程环境影响评价第一次信息公示[20]。
- 2018年1月，苏州市十六届人大二次会议审议通过苏州市2018年实事项目，其中包括S1线开工建设[21]。而在2017年底，苏州轨交集团总经理姚振康表示，S1线预定开工时间为2018年6月[22]。
- 2018年8月14日，国家发改委批复《苏州市城市轨道交通第三期建设规划（2018～2023年）》[23]，同意建设轨道交通S1线。线路预计2018年底前开工，2024年通车运营[1]。
- 2018年8月15日，S1线工程环境影响评价第二次信息公示[24]。
- 2018年9月3日，S1线工程环境影响评价全本公示[25]。
- 2018年11月26日，S1线工程可行性研究报告批复[26]。
- 2018年11月27日，S1线开工仪式举行，正式开工[27]。
- 2018年11月29日，S1线工程（昆山段）建设工程规划批前公示[28]。
- 2018年12月17日，S1线工程（工业园区段）建设工程规划批前公示[29][30]。
- 2022年6月27日，S1线站名及注音方案批前公示[31]。
- 2022年10月26日，S1线顺利实现全线“电通”[32]。
- 2022年12月，苏州轨道集团召开了专题咨询论证会。会议建议S1线更名为11号线，并与3号线贯通运营[33]。
- 2023年1月，苏州地铁S1线正式更名为11号线。[34]
- 2023年3月1日，11号线开通载重不载人试运行[34]。
- 2023年6月5日，11号线通过竣工验收，并开始进行初期运营前安全评估[35]。
- 2023年6月6日-8日，11号线通过初期运营前安全评估，满足全自动运行GoA4等级要求，可投入载客初期运营[36]。
- 2023年6月16日-20日，11号线万人免费试乘活动展开[37]，整个试乘期间总客流为25.79万人次，进站客流排名前三的车站分别为花桥站、唯亭站和绣衣站。[38]
- 2023年6月24日，11號線于上午11時正式開通運營[39]。
- 2023年12月16日至22日，配合3、11号线贯通工程，唯亭站、草鞋山站临时停运，期间阳澄湖东站至花桥站单一交路运营（晚间大站快车取消），唯亭站至阳澄湖东站将配备免费公交接驳服务。[40]
- 2023年12月23日，3、11号线正式贯通，初期11号线列车贯通运营至金厍桥站[3]。
- 2024年4月27日，11号线列车服务延长至3号线横山站。[41]
- 2024年6月29日，3、11号线全线交路贯通。[4]
- 2025年2月，因受轨道交通新国标要求影响，11号线降级为有人值守自动运行（DTO）模式。[來源請求]

## 轶事

### 交通卡与票务
昆山市早期独立发行的旧版市民卡与昆通卡不能在苏州地铁系统正常使用。11号线的票务属于苏州地铁，故此两类交通卡亦不能在11号线使用。11号线开通前及开通后一段时间内，昆山市各行政服务中心和公交服务中心都增设了换卡服务。